# Longford, County Longford
Longford Town (iriska: An Longfort) är centralort för grevskapet Longford i Republiken Irland. Det egentliga namnet var Longphort Uí Fhearghail som betyder "O'Farrells fästning". Staden växte upp runt O'Farrell-klanens slott. Släkten, som även var känd som Anghaile, grundade under 1400-talet ett dominikankloster i samhället. 
De viktigaste näringsvägarna är produktion av matvaror, stål och mediciner. Longford är även ett viktigt handelscentrum för intilliggande orter. Longford har cirka 10 000 invånare (2017).

## Transport
Longford ligger 91 kilometer från Sligo och 112 kilometer från huvudstaden Dublin.
Staden ligger på Dublin-Sligojärnvägen och servas av Sligo-Dublins intercitytjänster. Trots sitt avstånd till Dublin har staden reguljära pendeltåg till Dublin. Att resa från Longford till Dublin med tåg tar omkring två timmar.
Det finns flera busslinjer till Dublin och inom grevskapet finns flera busslinjer som drivs av både privat- och statsägda bussföretag.
Longford är den plats där vägen N4 från Dublin till Sligo lämnar N5, vilken fortsätter mot Westport i Mayo. Trafikstockning är ett problem i staden under helger eftersom alla bilister som reser på N5 måste passera genom staden för att komma till sina destinationer.

## Sport
Staden har flera idrottsklubbar och sportanläggningar, inkluderat GAA, rugby- och tennisklubbar, en liga i Irlands fotbollsklubb, en inomhusswimmingpool och en 18-håls golfbana.
Den sport med störst publik i grevskapet Longford är gaelisk fotboll. Longford GAA:s huvudkontor ligger vid Pearse Park i den norra delen av Longford, med en arena med plats för 11 000 åskådare. Eftersom staden inte har mer än 8 000 invånare har stadens klubbar inte lyckats spela på nationell nivå, även om den vann en Leinstertitel vid seniornivå 1968 och i den nationella ligan 1966. Ungdomslaget för spelare under arton år i Longford vann Leinstertiteln 2002 och deras lag under 21 år spelade flera Leinsterfinaler under flera år (inkluderat 2006). Pojkskolan i Longford, St. Mel's College, har också en god tradition inom sporten och har vunnit 29 Leinster- och 4 All-Irelandtitlar (Hogan Cup).
Longford Town FC grundades 1924 och valdes in i den Irländska ligan 1984. Deras hemmaplan är Flancare Park, beläget väster om staden på Strokestownvägen. Tidigare var de baserade i Abbeycartron i den norra delen av staden. Longford Town hade en framgång under de senare åren, och vann FAI Cup två gånger, 2003 och 2004, och spelade i UEFA-cupen mot både Bulgarien och Liechtenstein, dock utan framgång.
Longford är representerad i basket i den nationella ligan av Longford Falcons. Klubben hade en framgångsrik historia med flera Leinster- och nationella titlar på juniornivå. De är baserade i Mall Sports Complex i den östra delen av Longford.
Staden har också en rugbyklubb, Longford R.F.C., vars hemmaplan är Demesne i norra Longford. Klubben spelar i Leinsters juniorliga. I staden finns också en 25 meter lång simbassäng vid Market Square i stadens centrum.